# Meziane Idjerouidene
Meziane Idjerouidene (nascido em Paris) é desde 2008 diretor administrativo da companhia aérea doméstica francesa Aigle Azur, de propriedade e liderada por seu pai.
Sob a sua gestão, a Aigle Azur vendeu o último Boeing 737 da frota e mantém apenas uma frota Airbus, com foco nas rotas do Magrebe, África e Médio Oriente (Orly para Argel em 2003, para Tunes em 2005, para Portugal em 2006 e para o Mali em 2007), com anúncios de passageiros feitos não só em francês e inglês, mas também numa terceira língua, como o árabe ou o berbere.
Com um bacharelado científico, Idjerouidène é graduado pela Toulouse Business School e pela École nationale de l'aviation civile (Mastère Spécialisé em gestão de transporte aéreo). Como filho do dono da companhia aérea, ele passava as férias de verão fazendo empregos de meio período na empresa da família.
Méziane Idjerouidène também é membro do conselho da ENAC Alumni.